# Unterseeboot 924
L'Unterseeboot 924 ou U-924 est un sous-marin allemand (U-Boot) de type VIIC utilisé par la Kriegsmarine pendant la Seconde Guerre mondiale.
Le sous-marin fut commandé le 6 juin 1941 à Rostock (Neptun Werft (en)), sa quille fut posée le 15 avril 1942, il fut lancé le 25 septembre 1943 et mis en service le 20 novembre 1943, sous le commandement de l'Oberleutnant zur See Hans-Jürg Schild.
L'U-924 n'a, ni coulé, ni endommagé de navire ayant pris part à aucune patrouille de guerre.
Il est sabordé à Kiel en mai 1945.

## Conception
Unterseeboot type VII, l'U-924 avait un déplacement de 769 tonnes en surface et 871 tonnes en plongée. Il avait une longueur totale de 67,10 m, un maître-bau de 6,20 m, une hauteur de 9,60 m et un tirant d'eau de 4,74 m. Le sous-marin était propulsé par deux hélices de 1,23 m, deux moteurs diesel Germaniawerft M6V 40/46 de 6 cylindres en ligne de 1 400 cv à 470 tr/min, produisant un total de 2 060 à 2 350 kW en surface et de deux moteurs électriques Brown, Boveri & Cie GG UB 720/8 de 375 cv à 295 tr/min, produisant un total 550 kW, en plongée. Le sous-marin avait une vitesse en surface de 17,7 nœuds (32,8 km/h) et une vitesse de 7,6 nœuds (14,1 km/h) en plongée. Immergé, il avait un rayon d'action de 80 milles marins (150 km) à 4 nœuds (7,4 km/h; 4,6 milles par heure) et pouvait atteindre une profondeur de 230 m. En surface son rayon d'action était de 8 500 milles nautiques (soit 15 700 km) à 10 nœuds (19 km/h).
 L'U-924 était équipé de cinq tubes lance-torpilles de 53,3 cm (quatre montés à l'avant et un à l'arrière) et embarquait quatorze torpilles. Il était équipé d'un canon de 8,8 cm SK C/35 (220 coups) et d'un canon antiaérien de 20 mm Flak. Il pouvait transporter 26 mines TMA ou 39 mines TMB. Son équipage comprenait 4 officiers et 40 à 56 sous-mariniers.

## Historique
Il est affecté comme navire école dans la 22. Unterseebootsflottille puis passe sa période d'entraînement initial à la 31. Unterseebootsflottille.
Le 3 mai 1945, l'U-924 est sabordé à Kiel à la position géographique 54° 21′ N, 10° 09′ O, suivant les ordres de l'Amiral Karl Dönitz (Opération Regenbogen), pour éviter sa capture par les forces alliées.
L'épave est renflouée et démolie en 1947.

## Affectations
- 22. Unterseebootsflottille du 20 novembre 1943 au 28 février 1945 (Navire école).
- 31. Unterseebootsflottille du 1er mars 1945 au 3 mai 1945 (Période de formation).

## Commandement
- Oberleutnant zur See Hans-Jürg Schild du 20 novembre 1943 au 3 mai 1945.